# Отакар Маречек
Отакар Маречек (Otakar Mareček, 14 червня 1943 — 25 січня 2020) — чехословацький академічний веслувальник.
Бронзовий призер Олімпійських Ігор 1972 року в складі розпашної четвірки зі стерновим, учасник 1968, 1976 років.
Бронзовий призер Чемпіонату Європи 1963, 1965, 1973 років у складі розпашної четвірки зі стерновим.